# Nephrotoma rogersi
Nephrotoma rogersi är en tvåvingeart som beskrevs av George W. Byers 1968. Nephrotoma rogersi ingår i släktet Nephrotoma och familjen storharkrankar. Inga underarter finns listade i Catalogue of Life.